# Collegio di Isle of Wight
Isle of Wight è stato un collegio elettorale inglese rappresentato alla camera dei Comuni del parlamento del Regno Unito. Eleggeva un membro del parlamento con il sistema maggioritario a turno unico; il collegio è stato abolito con la revisione periodica del 2024, ed è stato diviso in Isle of Wight East e Isle of Wight West.
Creato dal Reform Act 1832 per le elezioni generali del 1832, copriva l'intera isola di Wight e aveva l'elettorato più ampio di ogni altro collegio del Regno Unito.

## Estensione
L'isola di Wight costituiva un singolo collegio per la Camera dei comuni, che ricopriva esattamente la stessa area della contea cerimoniale dell'isola e l'area amministrata dall'autorità unitaria dell'Isle of Wight Council, che comprende l'isola stessa e alcuni scogli non abitati.
Il suo elettorato, di 110.124 persone (dato del 2010) era di gran lunga il maggiore del Regno Unito, e si trovava oltre il 50% sopra la media inglese di 71.537 persone ed era cinque volte più grande del collegio meno abitato (quello di Na h-Eileanan an Iar, in precedenza conosciuto come Isole Occidentali), nonostante l'isola di Wight presentasse le stesse peculiarità degli altri collegi isolani.

### Storia recente
Diversi rapporti della Boundary Commission considerarono la possibilità di dividere l'isola in due collegi (o anche la possibilità di avere un collegio che attraversi il Solent e si estenda sulla terraferma), ma per via di una mancanza di entusiasmo dei locali verso entrambe le opzioni, i partiti e i commentatori neutrali pensarono che l'isola sarebbe stata meglio rappresentata da un singolo deputato. Uno dei problemi che la Commissione citò nel 2008 fu la difficoltà di dividere l'isola in due in modo che risultasse accettabile per tutti gli interessi coinvolti. Tuttavia, nella sesta revisione periodica del 2018, in via di definizione, è stato citato come necessario il frazionamento dell'isola in due collegi separati (a questo punto entrambi più piccoli della taglia media dei collegi inglesi). Le proposte della Commissione dividono l'isola in due seggi, East e West. La divisione è stata portata a termine con la revisione del 2024.

## Storia
Prima del Reform Act 1832 l'isola contava tre borough parlamentari: Newport, Newtown e Yarmouth, ognuno dei quali eleggeva due deputati. Nel 1654 fu creato un collegio di Isle of Wight per il primo Parlamento del Protettorato, ma l'isola in seguito tornò ai tre collegi. In alternativa, l'isola era rappresentata dai due deputati del collegio di Hampshire. Il Reform Act abilò Newtown e Yarmouth, e creò un unico collegio di contea per l'intera isola. Il borough di Newport fu abolito nel 1885.
Il collegio era tradizionalmente un terreno di scontro tra conservatori e liberal democratici. Tra il 1974 e il 1987 il seggio fu detenuto dai liberali, divenendo poi un collegio conservatore fino al 1997, quando i liberal democratici ottennero la vittoria per una riduzione del voto conservatore. Il seggio tornò ai conservatori nel 2001. Alle elezioni del 2015, mentre i conservatori registrarono una delle maggiori riduzioni di percentuale nel Regno Unito, i liberal democratici persero ancora di più e finirono al quinto posto.

## Membri del parlamento
| Elezione | Elezione       | Deputato                         | Partito             |
| -------- | -------------- | -------------------------------- | ------------------- |
|          | 1832           | Sir Richard Simeon, Bt           | Liberale            |
|          | 1837           | William Holmes à Court           | Conservatore        |
|          | 1847           | John Simeon                      | Liberale            |
| 1851     | Edward Dawes   |                                  | Liberale            |
|          | 1852           | Francis Venables-Vernon-Harcourt | Conservatore        |
|          | 1857           | Charles Cavendish Clifford       | Liberale            |
| 1865     | John Simeon    |                                  | Liberale            |
|          | 1870           | Alexander Baillie-Cochrane       | Conservatore        |
|          | 1880           | Evelyn Ashley                    | Liberale            |
|          | 1885           | Richard Webster                  | Conservatore        |
| 1900     | John Seely     |                                  | Conservatore        |
|          | John Seely     | 1904                             | Liberale            |
| 1906     | Godfrey Baring |                                  | Liberale            |
|          | 1910           | Douglas Hall                     | Conservatore        |
|          | 1922           | Sir Edgar Chatfeild-Clarke       | Liberale            |
| 1923     | John Seely     |                                  | Liberale            |
|          | 1924           | Peter Macdonald                  | Conservatore        |
| 1959     | Mark Woodnutt  |                                  | Conservatore        |
|          | 1974           | Stephen Ross                     | Liberale            |
|          | 1987           | Barry Field                      | Conservatore        |
|          | 1997           | Peter Brand                      | Liberal Democratico |
|          | 2001           | Andrew Turner                    | Conservatore        |
| 2017     | Bob Seely      |                                  | Conservatore        |
|          | 2024           | Collegio abolito                 | Collegio abolito    |

## Elezioni

### Elezioni negli anni 2010
| Partito                    | Partito                                   | Candidato                  | Risultati 12 dicembre 2019 | Risultati 12 dicembre 2019 |
| Partito                    | Partito                                   | Candidato                  | Voti                       | %                          |
| -------------------------- | ----------------------------------------- | -------------------------- | -------------------------- | -------------------------- |
|                            | Conservatore                              | Bob Seely                  | 41 815                     | 56,17                      |
|                            | Laburista                                 | Richard Quigley            | 18 078                     | 24,28                      |
|                            | Verdi                                     | Vix Lowthion               | 11 338                     | 15,23                      |
|                            | Independent Network                       | Carl Feeney                | 1 542                      | 2,07                       |
|                            | Indipendente                              | Karl Love                  | 874                        | 1,17                       |
|                            | Indipendente                              | Daryll Pitcher             | 795                        | 1,07                       |
|                            |                                           |                            |                            |                            |
| Iscritti                   | Iscritti                                  | Iscritti                   | 113 021                    | 100,00                     |
| ↳ Votanti (% su iscritti)  | ↳ Votanti (% su iscritti)                 | ↳ Votanti (% su iscritti)  | 74 442                     | 65,87                      |
| ↳ Astenuti (% su iscritti) | ↳ Astenuti (% su iscritti)                | ↳ Astenuti (% su iscritti) | 38 579                     | 34,13                      |
|                            |                                           |                            |                            |                            |
|                            | Esito: collegio confermato a Conservatore |                            |                            |                            |

| Partito                    | Partito                                   | Candidato                  | Risultati 8 giugno 2017 | Risultati 8 giugno 2017 |
| Partito                    | Partito                                   | Candidato                  | Voti                    | %                       |
| -------------------------- | ----------------------------------------- | -------------------------- | ----------------------- | ----------------------- |
|                            | Conservatore                              | Bob Seely                  | 38 190                  | 51,28                   |
|                            | Laburista                                 | Julian Critchley           | 17 121                  | 22,99                   |
|                            | Verdi                                     | Vix Lowthion               | 12 915                  | 17,34                   |
|                            | Lib Dem                                   | Nicholas Belfitt           | 2 740                   | 3,68                    |
|                            | UKIP                                      | Daryll Pitcher             | 1 921                   | 2,58                    |
|                            | Indipendente                              | Julie Jones-Evans          | 1 592                   | 2,14                    |
|                            |                                           |                            |                         |                         |
| Iscritti                   | Iscritti                                  | Iscritti                   | 110 667                 | 100,00                  |
| ↳ Votanti (% su iscritti)  | ↳ Votanti (% su iscritti)                 | ↳ Votanti (% su iscritti)  | 74 479                  | 67,30                   |
| ↳ Astenuti (% su iscritti) | ↳ Astenuti (% su iscritti)                | ↳ Astenuti (% su iscritti) | 36 188                  | 32,70                   |
|                            |                                           |                            |                         |                         |
|                            | Esito: collegio confermato a Conservatore |                            |                         |                         |

| Partito                    | Partito                                   | Candidato                  | Risultati 7 maggio 2015 | Risultati 7 maggio 2015 |
| Partito                    | Partito                                   | Candidato                  | Voti                    | %                       |
| -------------------------- | ----------------------------------------- | -------------------------- | ----------------------- | ----------------------- |
|                            | Conservatore                              | Andrew Turner              | 28 591                  | 40,67                   |
|                            | UKIP                                      | Iain McKie                 | 14 888                  | 21,18                   |
|                            | Verdi                                     | Vix Lowthion               | 9 404                   | 13,38                   |
|                            | Laburista                                 | Stewart Blackmore          | 8 984                   | 12,78                   |
|                            | Lib Dem                                   | David Goodall              | 5 235                   | 7,45                    |
|                            | Indipendente                              | Ian Stephens               | 3 198                   | 4,55                    |
|                            |                                           |                            |                         |                         |
| Iscritti                   | Iscritti                                  | Iscritti                   | 108 153                 | 100,00                  |
| ↳ Votanti (% su iscritti)  | ↳ Votanti (% su iscritti)                 | ↳ Votanti (% su iscritti)  | 70 300                  | 65,00                   |
| ↳ Astenuti (% su iscritti) | ↳ Astenuti (% su iscritti)                | ↳ Astenuti (% su iscritti) | 37 853                  | 35,00                   |
|                            |                                           |                            |                         |                         |
|                            | Esito: collegio confermato a Conservatore |                            |                         |                         |

| Partito                    | Partito                                   | Candidato                  | Risultati 6 maggio 2010 | Risultati 6 maggio 2010 |
| Partito                    | Partito                                   | Candidato                  | Voti                    | %                       |
| -------------------------- | ----------------------------------------- | -------------------------- | ----------------------- | ----------------------- |
|                            | Conservatore                              | Andrew Turner              | 32 810                  | 46,70                   |
|                            | Lib Dem                                   | Jill Wareham               | 22 283                  | 31,71                   |
|                            | Laburista                                 | Mark Chiverton             | 8 169                   | 11,63                   |
|                            | UKIP                                      | Michael Tarrant            | 2 435                   | 3,47                    |
|                            | BNP                                       | Geoff Clynch               | 1 457                   | 2,07                    |
|                            | Democratici                               | Ian Dunsire                | 1 233                   | 1,75                    |
|                            | Verdi                                     | Bob Keats                  | 931                     | 1,33                    |
|                            | Middle England Party                      | Paul Martin                | 616                     | 0,88                    |
|                            | Indipendente                              | Pete Harris                | 175                     | 0,25                    |
|                            | Indipendente                              | Paul Randle-Jolliffe       | 89                      | 0,13                    |
|                            | Indipendente                              | Edward Corby               | 66                      | 0,09                    |
|                            |                                           |                            |                         |                         |
| Iscritti                   | Iscritti                                  | Iscritti                   | 109 959                 | 100,00                  |
| ↳ Votanti (% su iscritti)  | ↳ Votanti (% su iscritti)                 | ↳ Votanti (% su iscritti)  | 70 264                  | 63,90                   |
| ↳ Astenuti (% su iscritti) | ↳ Astenuti (% su iscritti)                | ↳ Astenuti (% su iscritti) | 39 695                  | 36,10                   |
|                            |                                           |                            |                         |                         |
|                            | Esito: collegio confermato a Conservatore |                            |                         |                         |

### Elezioni negli anni 2000
| Partito                    | Partito                                   | Candidato                  | Risultati 5 maggio 2005 | Risultati 5 maggio 2005 |
| Partito                    | Partito                                   | Candidato                  | Voti                    | %                       |
| -------------------------- | ----------------------------------------- | -------------------------- | ----------------------- | ----------------------- |
|                            | Conservatore                              | Andrew Turner              | 32 717                  | 48,95                   |
|                            | Lib Dem                                   | Anthony Rowlands           | 19 739                  | 29,53                   |
|                            | Laburista                                 | Mark Chiverton             | 11 484                  | 17,18                   |
|                            | UKIP                                      | Michael Tarrant            | 2 352                   | 3,52                    |
|                            | Indipendente                              | Edward Corby               | 551                     | 0,82                    |
|                            |                                           |                            |                         |                         |
| Iscritti                   | Iscritti                                  | Iscritti                   | 109 042                 | 100,00                  |
| ↳ Votanti (% su iscritti)  | ↳ Votanti (% su iscritti)                 | ↳ Votanti (% su iscritti)  | 66 843                  | 61,30                   |
| ↳ Astenuti (% su iscritti) | ↳ Astenuti (% su iscritti)                | ↳ Astenuti (% su iscritti) | 42 199                  | 38,70                   |
|                            |                                           |                            |                         |                         |
|                            | Esito: collegio confermato a Conservatore |                            |                         |                         |

| Partito                    | Partito                                   | Candidato                  | Risultati 7 giugno 2001 | Risultati 7 giugno 2001 |
| Partito                    | Partito                                   | Candidato                  | Voti                    | %                       |
| -------------------------- | ----------------------------------------- | -------------------------- | ----------------------- | ----------------------- |
|                            | Conservatore                              | Andrew Turner              | 25 223                  | 39,73                   |
|                            | Lib Dem                                   | Peter Brand                | 22 397                  | 35,28                   |
|                            | Laburista                                 | Deborah Gardiner           | 9 676                   | 15,24                   |
|                            | UKIP                                      | David Lott                 | 2 106                   | 3,32                    |
|                            | Indipendente                              | David Holmes               | 1 423                   | 2,24                    |
|                            | Verdi                                     | Paul Scivier               | 1 279                   | 2,01                    |
|                            | Isle of Wight Party                       | Philip Murray              | 1 164                   | 1,83                    |
|                            | Laburista Socialista                      | James Spensley             | 214                     | 0,34                    |
|                            |                                           |                            |                         |                         |
| Iscritti                   | Iscritti                                  | Iscritti                   | 104 411                 | 100,00                  |
| ↳ Votanti (% su iscritti)  | ↳ Votanti (% su iscritti)                 | ↳ Votanti (% su iscritti)  | 63 482                  | 60,80                   |
| ↳ Astenuti (% su iscritti) | ↳ Astenuti (% su iscritti)                | ↳ Astenuti (% su iscritti) | 40 929                  | 39,20                   |
|                            |                                           |                            |                         |                         |
|                            | Esito: collegio confermato a Conservatore |                            |                         |                         |

## Risultati dei referendum

### Referendum sulla permanenza del Regno Unito nell'Unione europea del 2016
|             | Collegio      | Lasciare UE % | Rimanere in UE % |
| ----------- | ------------- | ------------- | ---------------- |
|             | Isle of Wight | 61,9%         | 38,1%            |
| Inghilterra | 53,3%         | 46,7%         |                  |
| Regno Unito | 51,9%         | 48,1%         |                  |